# 팔금 읍리 이병연 효자각
팔금 읍리  이병연 효자각은 전라남도 신안군 팔금면에 있다. 2009년 12월 16일 신안군의 향토유적 제39호로 지정되었다.

## 개요
본래 목조팔작지붕 건물의 비각 안에 2기의 비석이 있었으나 철거하고 돌담으로 구획한 후 원비석 2기와 비문을 풀어쓴 비석 2기를 세웠다.